# La Mer (Debussy)

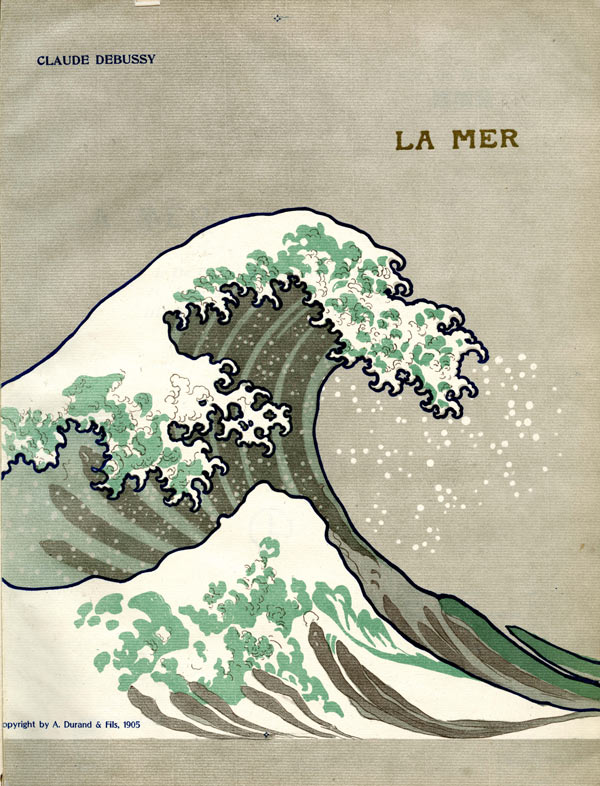
Titelbild der Erstausgabe. Die Begegnung mit asiatischer Kunst war für Debussy sehr bedeutsam; einen Ausschnitt des Holzschnittes Die große Welle vor Kanagawa von Hokusai wählte Debussy als Titelbild für die erste Ausgabe von La mer

La Mer, trois esquisses symphoniques pour orchestre (dt. Das Meer, drei symphonische Skizzen für Orchester) ist eine Komposition Claude Debussys. Begonnen 1903 in Frankreich und vollendet 1905 in Eastbourne, wurde es am 15. Oktober 1905 in Paris durch das Orchestre Lamoureux unter Camille Chevillard uraufgeführt. Eine Aufführung des Stücks, das sowohl sinfonische Dichtung als auch Sinfonie genannt wird, dauert etwa 23 Minuten und ist ein Musterbeispiel des musikalischen Impressionismus.

## Satzbezeichnungen
I. De l’aube à midi sur la mer – très lent (Morgengrauen bis Mittag auf dem Meer – sehr langsam), h-Moll
II. Jeux de vagues – allegro (Spiel der Wellen – Allegro), cis-Moll
III. Dialogue du vent et de la mer – animé et tumultueux (Dialog zwischen Wind und Meer – lebhaft und stürmisch), cis-Moll

## Instrumentierung
2 Flöten, Piccoloflöte, 2 Oboen, Englischhorn, 2 Klarinetten, 3 Fagotte, Kontrafagott, 4 Hörner, 3 Trompeten, 2 Kornette, 3 Posaunen, Tuba, Pauken, große Trommel, Triangel, Tamtam, Glockenspiel, Becken, 2 Harfen und Streicher.

## Noten
- Ausgaben für Orchester und die Reduktion für zwei Klaviere des Komponisten: Noten und Audiodateien im International Music Score Library Project